# 쉴로브 기저
군론에서 쉴로브 기저(Sylow基底, 영어: Sylow basis)는 어떤 군 속의, 서로 (집합으로서) 가환하는, 각 소수에 대한 쉴로브 부분군들의 족이다. 쉴로브 기저의 존재는 유한군이 가해군인 것과 동치이며, 만약 존재한다면 쉴로브 기저는 켤레 아래 유일하다.

## 정의
소수의 집합을
{\displaystyle \mathbb {P} =\{2,3,5,7,11,\dotsc \}}
로 표기하자.
군 {\displaystyle G}의 쉴로브 기저는 다음과 같은 데이터로 주어진다.
- 모든 소수 {\displaystyle p}에 대하여, 쉴로브 {\displaystyle p}-부분군 {\displaystyle S_{p}\in \operatorname {Syl} _{p}(G)}

이 데이터는 다음 조건을 만족시켜야 한다.
- {\displaystyle S_{p}S_{q}=S_{q}S_{p}\qquad \forall p,q\in \mathbb {P} }

유한군 {\displaystyle G}의 홀 부분군(영어: Hall subgroup)은 다음 성질을 만족시키는 부분군 {\displaystyle H\leq G}이다.
- {\displaystyle |H|}와 {\displaystyle |G/H|}가 서로소이다.

소수의 집합 {\displaystyle \pi \subseteq \mathbb {P} }가 주어졌을 때,
유한군 {\displaystyle G}의 홀 {\displaystyle \pi }-부분군(영어: Hall {\displaystyle \pi }-subgroup)은 다음 성질을 만족시키는 부분군 {\displaystyle H\leq G}이다.
- {\displaystyle |H|}의 모든 소인수는 {\displaystyle \pi }에 속하며, {\displaystyle |G/H|}의 모든 소인수는 {\displaystyle \mathbb {P} \setminus \pi }에 속한다.

만약 유한군의 쉴로브 기저 {\displaystyle (S_{p})_{p\in \mathbb {P} }} 및 소수의 집합 {\displaystyle \pi \subseteq \mathbb {P} }이 주어졌을 때,
{\displaystyle \left\langle \bigcup _{p\in \pi }S_{p}\right\rangle \leq G}
는 {\displaystyle G}의 홀 {\displaystyle \pi }-부분군이다.

## 성질

### 존재
유한군 {\displaystyle G}에 대하여, 다음 네 조건이 서로 동치이다.
- {\displaystyle G}는 가해군이다.
- 임의의 {\displaystyle \pi \subseteq \mathbb {P} }에 대하여, 홀 {\displaystyle \pi }-부분군이 존재한다.
- 임의의 {\displaystyle p\in \mathbb {P} }에 대하여, 홀 {\displaystyle (\mathbb {P} \setminus \{p\})}-부분군이 존재한다.
- 쉴로브 기저가 존재한다.

### 유일성
유한 가해군 {\displaystyle G}의 임의의 두 쉴로브 계는 서로 켤레 동치이다. 즉, 임의의 두 쉴로브 기저 {\displaystyle (S_{p})_{p\in \mathbb {P} }}, {\displaystyle (S'_{p})_{p\in \mathbb {P} }}에 대하여,
{\displaystyle gS_{p}g^{-1}=S_{p}\qquad \forall p\in \mathbb {P} }
인 {\displaystyle g\in G}가 존재한다.

### 슈어-차센하우스 정리
임의의 유한군 {\displaystyle G}의 정규 홀 부분군 {\displaystyle N\vartriangleright G}에 대하여, 슈어-차센하우스 정리(Schur-Zassenhaus定理, 영어: Schur–Zassenhaus theorem)에 따르면,
{\displaystyle NH=HN=G}
{\displaystyle N\cap H=\{1\}}
인 부분군 {\displaystyle H\leq G}이 존재한다.

## 역사
필립 홀이 1928년에 가해군에 대한 쉴로브 기저의 존재 및 켤레 아래 유일성을 증명하였다.
슈어-차센하우스 정리는 이사이 슈어가 증명하였으며, 한스 차센하우스의 1937년 군론 교재에 최초로 등장하였다.

## 참고 문헌
1. ↑  Hall, Philip (1928). “A note on soluble groups”. 《Journal of the London Mathematical Society》 (영어) 3 (2): 98–105. doi:10.1112/jlms/s1-3.2.98. JFM 54.0145.01. MR 1574393.
2. ↑  Zassenhaus, Hans (1937). 《Lehrbuch der Gruppentheorie》. Hamburger Mathematische Einzelschriften (독일어) 21. Teubner.